# Neuraeschna tapajonica
Neuraeschna tapajonica är en trollsländeart som beskrevs av Machado 2002. Neuraeschna tapajonica ingår i släktet Neuraeschna och familjen mosaiktrollsländor. IUCN kategoriserar arten globalt som otillräckligt studerad. Inga underarter finns listade i Catalogue of Life.